# Eterna Paixão
Eterna Paixão é um romance por Abdulai Silla publicado em 1994.
Considerado o primeiro romance guineense, Eterna Paixão foi publicado na Guiné-Bissau em 1994 pela KuSiMon Editora.